# Onychochaeta windlei
Onychochaeta windlei är en ringmaskart som beskrevs av Frank Evers Beddard 1891. Onychochaeta windlei ingår i släktet Onychochaeta och familjen Glossoscolecidae. Inga underarter finns listade i Catalogue of Life.